# Česká Miss 2015
Česká Miss 2015 byl 11. ročník soutěže krásy Česká Miss. Vítězkou se 28. března 2015 stala Nikol Švantnerová.
Od roku 2015 začala soutěž řídit nová majitelka Marcela Krplová a patronkou se stala bývalá vicemiss České republiky Iva Kubelková. Finalistky strávily soustředění na Kapverdských ostrovech.

## Finalistky soutěže
Finále soutěže se zúčastnilo celkem 10 dívek:
- Kateřina Balušková (č. 1)
- Andrea Kalousová (č. 2)
- Leona Hlavová (č. 3)
- Kateřina Krobová (č. 4)
- Nikol Švantnerová (č. 5)
- Jelizaveta Černěcká (č. 6)
- Marie Kumberová (č. 7)
- Karolína Humečková (č. 8)
- Karolína Mališová (č. 9)
- Martina Karkošová (č. 10)

## Konečné pořadí
| Česká Miss 2015 – Nikol Švantnerová             |
| Česká Miss World 2015 – Andrea Kalousová        |
| Blesk Česká Miss Earth 2015 – Karolína Mališová |